# Emmett Williams
Emmett Williams (* 4. April 1925 in Greenville, South Carolina; † 14. Februar 2007 in Berlin) war ein US-amerikanischer Dichter, Publizist, Performance-Künstler und Mitbegründer der Fluxusbewegung.

## Leben und Werk
Williams wuchs in der Hafenstadt Newport News in Virginia auf. Er studierte bei dem in den Vereinigten Staaten bekannten Dichter und Vertreter des New Criticism John Crowe Ransom am Kenyon College in Ohio. Von 1949 bis 1966 lebte er in Frankreich, Deutschland und der Schweiz. Er studierte in Paris Ethnologie und war ein Assistent von Paul Radin in Lugano. Williams gehörte mit Daniel Spoerri und Claus Bremer, wie Diter Rot und André Thomkins zum Darmstädter Kreis Konkreter Dichtung, er war in den 1960ern ein Mitbegründer der Pariser Domaine Poétique. 1966 kehrte er in die USA zurück und arbeitete bis 1970 als Herausgeber bei der Something Else Press von Dick Higgins. Ab 1970 nahm er verschiedene Lehraufträge wahr, unter anderem in Hamburg und Berlin.
1987 gründete er zusammen mit anderen Künstlern das International Symposium of the Arts in Warschau. Er war Präsident des Internationalen Künstlermuseums in Łódź. 1996 wurde er für sein Lebenswerk mit dem Hannah-Höch-Preis der Berlinischen Galerie ausgezeichnet. 1966 veröffentlichte er den erotischen Gedichtband „sweethearts“, der zu seinen wichtigsten Werken zählt. Das in Kleinschreibung ausgeführte Buch hat eine englischsprachige und deutsche Einführung. Es ist vom Ende her zu durchblättern. Es enthält Gedichte mit dem Buchstabenvorrat aus einer Grafik des elfmal untereinandergesetzten Wortes sweethearts. In einem Anhang werden Fragmente der Ausgangsgrafik mit einem kinematischen Effekt zusammengeführt. 1967 veröffentlichte Williams An Anthology of Concrete Poetry und 1992 sein autobiografisches Werk My Life in Flux – and Vice Versa.
Das museum FLUXUS+, in dem er mit einigen Werken in der Dauerausstellung ausgestellt ist, widmete Emmett Williams seine erste Sonderausstellung von April bis Juli 2008 mit dem Titel Hommage à Emmett Williams.

## Werke (Auswahl)
- konkretionen. Daniel Spoerri, Darmstadt; Passagebuchhandlung Jürgen Dahl, Krefeld 1958. (material. Nr. 3).
- ja es war noch da (eine Oper). In: nota. Nr. 4, München, 1960.
- Cities of Germany, 1962.
- Cities of Europe; A Stars and Stripes Publication. Stars and Stripes, Darmstadt, 1963.
- poésie et cetera américaine (eine „Action Poesie“ Anthologie), Biennale de Paris, 1963.
- an opera. New York, 1963 (vollständige englische Fassung).
- an active manpower policy. Paris, 1964.
- 13 variations on 6 words of gertrude stein. Galerie der Spiegel, Köln, 1965.
- Do You Remember (for Alison Knowles). 1966.
- sweethearts. edition hansjörg mayer, Stuttgart, 1967. 500 nummerierte Exemplare.
- the last french-fried potatoe and other poems. Something Else Press, A Great Bear Pamphlet, New York, 1967. Neuausgabe: ubuclassics 2004 pdf 684k
- the boy and the bird. Illustrated by Tom Wasmuth, edition hansjörg mayer, Stuttgart, London, Reykjavík, 1969 (Auflage: 350 nummerierte Exemplare).
- a valentine for noël. edition hansjörg mayer, Stuttgart, London, Reykjavík, 1973.
- selected shorter poems. edition hansjörg mayer, Stuttgart, London, Reykjavík, 1973. Zusammen mit: Something Else Press, New York.
- schemes & variations. Edition Mayer, Stuttgart, London 1981. (Text deutsch und englisch).
- „Deutsche Gedichte“ und „Lichtskulpturen“. Rainer, Berlin 1988, ISBN 3-88537-100-6.
- My Life in Flux and Vice Versa. Edition Mayer, Stuttgart, London 1991. Neuausgabe: Thames & Hudson, London, New York 1992, ISBN 0-500-97398-9.
- Soldier. edition Zédélé, Reprint collection (kuratiert von Anne Moeglin-Delcroix und Clive Phillpot), Brest 2014. Zuerst veröffentlicht in A Valentine for Noel, 1973.

## Herausgeber
- An Anthology of Concrete Poetry. Something Else Press, New York, Villefranche, Frankfurt; edition hansjörg mayer, Stuttgart 1967.
- Mr. Fluxus: ein Gemeinschaftsporträt von George Maciunas 1931–1978. Aus persönlichen Erinnerungen gesammelt von Emmett Williams und Ay-O und montiert von Emmett Williams und Ann Noël. Harlekin Art, Wiesbaden 1996, ISBN 3-88300-035-3.

## Tonträger (Auswahl)
- Poems 1950–2003. Edition RZ, Berlin 2004. 1 Schallplatte, 33/min, 30 cm